# Danh sách khách vương thất tại lễ đăng quang của Elizabeth II
Dưới đây là danh sách khách mời tại lễ đăng quang của Nữ vương Elizabeth II, diễn ra vào ngày 2 tháng 6 năm 1953.

## Gia đình Nữ vương Elizabeth II
- Vương Mẫu hậu Elizabeth, mẹ Elizabeth
  - Công tước xứ Edinburgh, chồng Elizabeth
    - Công tước xứ Cornwall, con trai và người thừa kế Elizabeth

  - Vương nữ Margaret, em gái Elizabeth
- Vương nữ Vương thất, cô của Elizabeth
  - Bá tước và Nữ bá tước xứ Harewood, em họ của Elizabeth và vợ ông
  - The Hon. Gerald Lascelles, em họ của Elizabeth
- Công tước và Công tước phu nhân xứ Gloucester, chú và thím của Elizabeth
  - Vương tôn William xứ Gloucester, em họ Elizabeth
  - Vương tôn Richard xứ Gloucester, em họ Elizabeth
- Công tước phu nhân xứ Kent, thím của Elizabeth, chồng bà là Công tước xứ Kent chú của Elizabeth 
  - Công tước xứ Kent, em họ của Elizabeth
  - Vương tôn nữ Alexandra xứ Kent, em họ của Elizabeth
  - Vương tôn Michael xứ Kent, em họ của Elizabeth
- Bá tước và Nữ bá tước Mountbatten của Miến điện, chú họ của Elizabeth và vợ
  - Lady Pamela Mountbatten, em họ của Elizabeth
- Hầu tước xứ Milford Haven, em họ của Elizabeth
- Công chúa Marie Louise, bà em họ của ông nội Elizabeth
- Bà Patricia và Ngài Alexander Ramsay, bà em họ của ông nội Elizabeth và chồng
  - Alexander Ramsay, chú họ của Elizabeth
- The Marchioness of Carisbrooke, wife of Elizabeth's first cousin, twice removed
- Adolphus, Marquess of Cambridge's family:
  - The Marquess and Marchioness of Cambridge, Elizabeth's first cousin, once removed
    - Lady Mary and Peter Whitney, Elizabeth's second cousin and her husband

  - The Duchess và Duke of Beaufort, Elizabeth's first cousin, once removed and her husband
  - Lady Helena Gibbs, Elizabeth's first cousin, once removed
- The Earl of Athlone và Princess Alice, Countess of Athlone, Elizabeth's granduncle and first cousin, twice removed
  - Lady May và Sir Henry Abel Smith, Elizabeth's first cousin, once removed
    - Richard Abel Smith, Elizabeth's second cousin

### Gia đình Công tước xứ Edinburgh
- Alice xứ Battenberg (mẹ của Công tước xứ Edinburgh)
  -  Hoàng tử và Công nương xứ Hohenlohe-Langenburg (anh rể và chị gái)
    -  Hoàng tử Kraft (cháu trai)
    -  Công chúa Beatrix xứ Hohenlohe-Langenburg (cháu gái)
    -  Hoàng tử Georg xứ Hohenlohe-Langenburg (cháu trai)
    -  Hoàng tử Rupprecht xứ Hohenlohe-Langenburg (cháu trai)
    -  Hoàng tử Albrecht xứ Hohenlohe-Langenburg (cháu trai)

  -  The Margrave và Nữ lãnh chúa xứ Baden (anh rể và chị gái)
    -  Công chúa Margarita xứ Baden (cháu gái)
    -  Thái tử xứ Baden (cháu trai)
    -  Prince Ludwig xứ Baden (cháu trai)

  -  Hoàng tử và Công nương George William xứ Hanover (anh rể và chị gái)
- Công chúa Christina Margarethe xứ Hessen (cháu gái)
- Công chúa Dorothea xứ Hessen (cháu gái)
- Hoàng tử Karl xứ Hessen (cháu trai)
- Hoàng tử Rainer xứ Hessen (cháu trai)
- Công chúa Clarissa xứ Hessen (cháu gái)

## Người đứng đầu nhà nước thuộc bảo hộ của Anh
- Shaikh Salman Bin Hamad Bin Isa al Khalifah, người trị vì Bahrain
- Shaikh Abdullah Al-Salim Al-Sabah, người trị vì Kuwait
- Sultan của Brunei
- Sultan của Kelantan
- Sultan và Tengku Ampuan của Selangor
- Sultan và Sultanah của Johor
- Sultan và Sultanah của Zanzibar
- The Sultan of Lahej
- The Sultan của Perak
- Nữ hoàng của Tonga
- Sheikh Ahmad bin Ali Al Thani, representing the Ruler of Qatar
- The Paramount Chief của Basutoland
- Vua của Eswatini
- Vua của Toro
- Kgari Secheia của Bechuanaland

## Thành viên hoàng gia, vương thất của các nước khác
- Thái tử và Thái tử phi Na Uy (đại diện cho Vua của Na Uy)
  -  Astrid, Phu nhân Ferner
- Hoàng tử Georgios và Công nương Marie Bonaparte của Hy Lạp và Đan Mạch (Hoàng tử là chú của Công tước xứ Edinburgh; đại diện cho Vua của Hy Lạp)
- Hoàng tử Axel và Margaretha của Thụy Điển (đại diện cho Quốc vương Đan Mạch)
- Prince Bertil, Duke of Halland (representing the King of Sweden)
- The Prince of Liège (representing the King of the Belgians)
- The Prince of the Netherlands (representing the Queen of the Netherlands)
- Thái tử Lào (representing the King of Laos)
- Prince Himalayapratrap Vir Vikram Shah and Princess Himalaya (representing the King of Nepal)
- Thái tử Bảo Long (đại diện cho vua Bảo Đại của Việt Nam)
- Thái tử Nhật Bản (representing the Hoàng đế Nhật Bản)
- The Crown Prince of Ethiopia (representing the Hoàng đế Ethiopia)
- Prince Fahad Ibn Abdul Aziz (representing the Quốc vương Saudi Arabia)
- Shah Wali Khan (representing the Quốc vương Afghanistan)
- Crown Prince Abdul Ilah (representing the King of Iraq)
- Prince Sisowath Monireth (representing the King of Cambodia)
- Vương tử Chula Chakrabongse and Princess Chula (representing the Quốc vương Thái Lan)
- Prince Saif Al Islam Al Hassan (representing the King of Yemen)
- The Nabil Suleyman Daoud (representing the King of Egypt)
- The Hereditary Grand Duke và Hereditary Grand Duchess of Luxembourg (representing the Grand Duchess of Luxembourg)
- Prince Karl Alfred of Liechtenstein và Princess Agnes (representing the Prince of Liechtenstein)
- Hoàng tử Pierre của Monaco (đại diệncho Hoàng tử Monaco)

## Thành viên gia đình hoàng gia không trị vì
- Michael I của Romania và Hoàng hậu Anne của Romania
- Juan của Tây Ban Nha và Infanta Maria Mercedes, Nữ bá tước xứ Barcelona
- Hoàng tử Eugène xứ Ligne